# Mugilogobius abei
Mugilogobius abei és una espècie de peix de la família dels gòbids i de l'ordre dels perciformes.

## Morfologia
Els mascles poden assolir els 4,1 cm de longitud total.

## Distribució geogràfica
Es troba al Japó, Hong Kong, Corea, Vietnam, Taiwan i la Xina (Fujian).